# Bosnisch-herzegowinische Eishockeyliga 2022/23
Die Saison 2022/23 war die 13. Spielzeit der bosnisch-herzegowinischen Eishockeyliga, der höchsten bosnisch-herzegowinischen Eishockeyspielklasse. Meister wurde zum sechsten Mal in der Vereinsgeschichte der HK Stari Grad aus Sarajevo.
Nachdem die Spielzeit 2021/22 wegen der COVID-19-Pandemie nicht ausgetragen wurde, fand nach einem Jahr Unterbrechung wieder ein Spielbetrieb statt. Von den drei Mannschaften der Saison 2020/21 nahm der HK Ilidža 2010 nicht mehr teil und wurde durch den Wiedereinsteiger Blue Bulls Sarajevo, den Meister von 2015, ersetzt.

## Modus
In der Hauptrunde absolvierte jede der drei Mannschaften insgesamt 16 Spiele. Der Hauptrundensieger wurde Bosnisch-herzegowinischer Meister. Für einen Sieg in regulärer Spielzeit erhielt jede Mannschaft drei Punkte, für einen Sieg nach Verlängerung zwei Punkte, für eine Niederlage nach Verlängerung einen Punkt und bei einer Niederlage in regulärer Spielzeit keinen Punkt.

## Hauptrunde
|    | Klub                | Sp | S  | S n. V. | N n. V. | N | Tore  | Punkte |
| -- | ------------------- | -- | -- | ------- | ------- | - | ----- | ------ |
| 1. | HK Stari Grad       | 16 | 11 | 0       | 1       | 4 | 60:49 | 34     |
| 2. | HK Medvjedi         | 16 | 5  | 6       | 0       | 9 | 48:53 | 19     |
| 3. | Blue Bulls Sarajevo | 16 | 5  | 1       | 2       | 8 | 41:47 | 19     |

Sp = Spiele, S = Siege, N = Niederlagen, n. V. = nach Verlängerung